# 赤眉軍
赤眉軍，是新朝王莽末年反抗朝廷的勢力之一，主要成員均為農民出身，因其習慣將眉毛染成紅色，在作戰時有別於政府軍，故稱作赤眉軍。

## 由來

### 建立与合作
赤眉軍於天鳳五年（公元18年）在莒（今山東莒縣）起事，首領為瑯琊人樊崇，以泰山山區一帶為根據地，與政府軍對抗。幾年之間發展到數萬人，其中主要由農民組成，大多不識字，因此以口頭傳令為主。組織包括地位最高的三老、其次有從事和卒史等名稱，大多延用漢朝鄉官的名稱。
隨著赤眉軍的發展，在地皇三年（22年）王莽派出王匡及廉丹率約十萬軍隊進攻赤眉軍，但慘遭挫敗，赤眉軍發展到十萬人以上，勢力擴及青州、徐州、兗州和豫州各地。23年，绿林军拥戴的更始皇帝劉玄攻入長安，灭王莽新朝。赤眉軍先是願意降於更始，但雙方隨即開戰。

### 立皇帝及败亡
25年，赤眉軍兵分兩路，由樊崇和徐宣分别率領進攻關中，因篤信城陽景王一神，擁立其後裔劉盆子為帝，徐宣任丞相，而樊崇因為不識字，任御史大夫。更始軍內部也產生內爭，將領王匡（与王莽的部將王匡不同人）投奔赤眉軍，隨即赤眉軍攻入長安，初设劉玄为长沙王，后因猜忌被赤眉所杀。
赤眉軍入長安時，经大肆抢掠，致當地殘破不堪，只能抛弃长安，走前泄愤，焚烧长安。后继续向西流浪，四處找尋糧食，至陇西时遭隗嚣大军，大败而逃，逃亡时忽遇大雪，士卒損失过半，隨後被绿林军劉秀將領鄧禹擊敗，赤眉軍遂決定離開關中。公元27年，在崤（今河南洛寧）和宜陽再次被劉秀軍馮異打敗，樊崇投降，初被赦免，后欲逃出洛阳召集旧部，事泄被殺。

## 参看
- 绿林军
- 赤眉镇